# Lyubko Deresh
Lyubko Deresh (ucraniano: Любко Дереш, nacido el 3 de julio de 1984) es un autor ucraniano. 

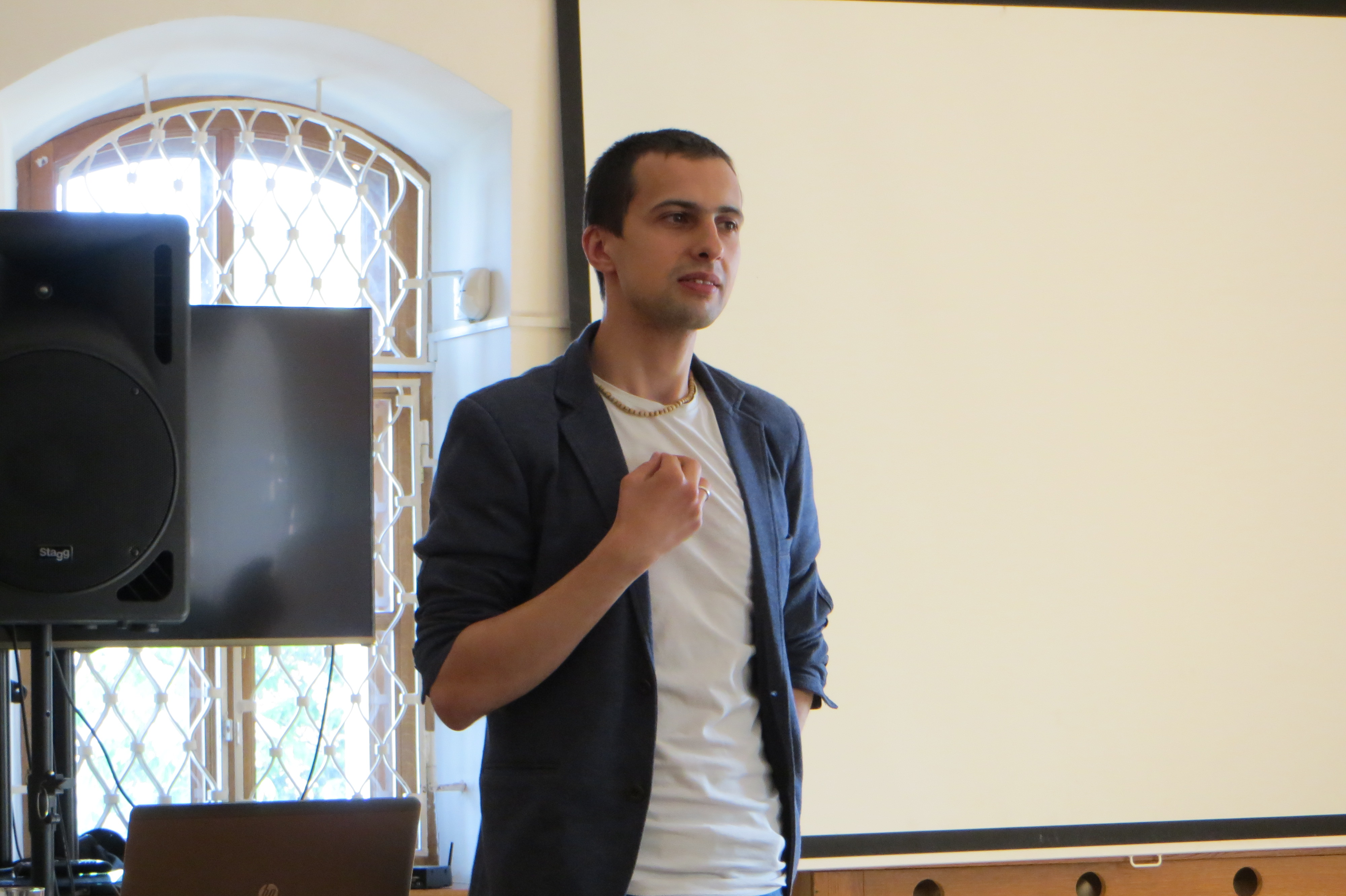
Lyubko Deresh, 2015

Su primera novela, Cult, se publicó en 2001, cuando Deresh tenía tan solo diecisiete años. Desde entonces, se ha mantenido como uno de los autores más populares de Ucrania. Deresh ha sido apodado el "Stephen King de Ucrania" debido a los temas de sus primeras obras, que suelen presentar protagonistas adolescentes que experimentan sucesos sobrenaturales.
En 2023, Deresh lanzó una venta benéfica de sus obras inéditas para recaudar fondos para las Fuerzas Armadas de Ucrania. Sus obras se han traducido al alemán, francés, italiano, polaco, serbio, búlgaro y rumano. En 2025, ninguna de sus obras se había publicado aún en inglés.

## La vida personal
Deresh nació en Pustomyty, óblast de Lviv. Estudió economía en la Universidad de Lviv. Está casado con la cantante Polina Yerko.

## Los libros
- 2001 - Культ (Culto)
- 2002 — Поклоніння ящірці (Adoración al lagarto)
- 2005 — Архе (Arche)
- 2006 — ¡Намір! (¡Intención!)
- 2007 - Трохи пітьми (Un poco de oscuridad)
- 2011 - Голова Якова (Cabeza de Jacob)
- 2013 - Остання любов Асури Махараджа (Último amor de Asura Maharaja)[4]
- 2013 - Миротворець (Pacificador)
- 2014 — Пісні про любов і вічність (Canciones de amor y eternidad)
- 2017 - Спустошення (Devastación)
- 2021 —Там, де вітер (Donde sopla el viento)
- 2024 — «Погляд Медузи. Маленька книга пітьми» (La mirada de Medusa, o El pequeño libro de las tinieblas) [5]